# Dendrobium herpetophytum
Dendrobium herpetophytum är en orkidéart som beskrevs av Rudolf Schlechter. Dendrobium herpetophytum ingår i släktet Dendrobium, och familjen orkidéer. Inga underarter finns listade i Catalogue of Life.